# Bikácsy Gergely
Bikácsy Gergely (álnév: Glauziusz Tamás) (Szécsény, 1941. október 9. –) Balázs Béla-díjas magyar író, film- és irodalomkritikus, esszéíró, filmesztéta, filmtörténész, dramaturg, szerkesztő, színész, egyetemi tanár, a magyar esszéirodalom jelentős képviselője. A Szépírók Társaságának tagja. A francia filmművészet legavatottabb hazai szakértője.

## Életpályája
1941-ben született a Nógrád vármegyei Szécsényben, majd a Marczibányi téri Általános Iskolába járt. Így emlékezik vissza gyermekkorára: „Újságot szerkesztettem. Én írtam és gépeltem le a teljes számot. Bögöly volt a címe. Később a húgom (Bikácsi Daniela) Törpe címmel rivális lapot indított, ebben főleg rajzok voltak. Erre én Papagáj címen egy Törpét támadó kisebb formátumú lapot is kiadtam.” Tanulmányait a II. Rákóczi Ferenc Gimnáziumban, majd 1960-65 között az Eötvös Loránd Tudományegyetem – Bölcsészettudományi Karán, magyar-történelem-francia szakon végezte. A spontánul összeverődött irodalmi ambíciójú társaság (Ajtony Árpád, Asperján György, Bella István, Bikácsy Gergely, Kiss Benedek, Oláh János, Utassy József) mindenáron saját lapot akart, amely végül megszületett, címe: Tiszta Szívvel. Első kisregénye (Makacs égitest) 1964-ben itt jelent meg. 1965-1970 között a Magyar Filmtudományi Intézet és Filmarchívum könyvtárosaként dolgozott. Közben a francia tanszék színjátszóival az Egyetemi Színpadon is játszik. 1972-ben pedig az I.D.H.E.C.-en (Institut des Hautes Études Cinématographiques / Filmművészeti Akadémia) Párizsban is végez. 1964 óta jelennek meg irodalmi- és filmkritikái, esszéi, regényei, novellái (többek között: Balkon, Beszélő, Café Bábel, Cahiers d’etudes Hongroises, Európai Utas, Élet és Irodalom, Film.hu, Filmvilág, Filmkultúra, Film-Színház-Muzsika, Holmi, Irodalmi Szemle, Iskolakultúra, Jelenkor, Kalligram, Kortárs, Kritika, Liget, Litera, Magyar Napló, Magyar Narancs, Magyar Nemzet, Metropolis, Múlt és Jövő, Nagyvilág, Napút, Népszabadság, Orpheus, Pergő Képek, Prae, Társadalmi Szemle, The New Hungarian Quarterly, Tiszta szívvel), illetve hangjátékai, forgatókönyvei. 1969–1988 között az Élet és Irodalom c. folyóiratban publikál. 1970–1972 között szabadfoglalkozású volt. 1971-ben Bacsó Péter Kitörés c. nagyjátékfilmjében tűnt fel először színészként. 1973-1978 között dramaturgként dolgozott a MAFILM – Hunnia Filmstúdiójában [ Szabad lélegzet (1973) / Bástyasétány ’74 (1974) / Idegen arcok (1974) / Talpuk alatt fütyül a szél (1976) / Tükörképek (1976) / Rosszemberek (1979) / Haladék (1980) ]. 1975-ben jelent meg első önálló kötete (Andrzej Wajda lengyel filmrendezőről ) a Gondolat Könyvkiadó Szemtől szemben c. sorozatának a keretében. 1978-ban Párizsban tett hosszabb tanulmányutat (majd később 1981-ben és 1992-ben is). 1978–1991 között a Filmvilág folyóirat rovatvezetője volt, majd állandó külső munkatársa. 1986-ban Madridban, illetve Barcelonában volt tanulmányúton. 1988-ban jelent meg az első regénye, egyben második könyve, Pajkos nő az árnyas utcán címen, Glauziusz Tamás álnéven, a JAK-füzetek sorozatában.
1990 óta ismét szabadfoglalkozású. 1990-91 között filmrovata volt a Magyar Nemzetben. 1990–1996 között a hetenként megjelenő Beszélő filmkritikusa. 1992-ben látott napvilágot jelentékeny francia filmtörténete, Bolond Pierrot moziba megy – a francia film ötven éve címmel. A francia filmművészet történetéről azóta sem került önálló magyar nyelvű kötet a filmbarátok kezébe. 1997-ben jelent meg Buñuel-napló c. szubjektív naplóregény. 1998-tól főként olasz tárgyú írásai jelennek meg. 1998–2000 között a Kortárs folyóiratban rendszeresen publikált. 1998–2003 között a Pázmány Péter Katolikus Egyetemen, 2000-2002 között a Szegedi Tudományegyetemen filmtörténetet tanított. 2000 óta számtalan televíziós műsorban, dokumentum-portréfilmben szólal meg meghívott szakértőként. 2003-ban a Színház- és Filmművészeti Egyetem tanára. Ugyanabban az évben jelenik meg a Bolond Pierrot moziba megy c. francia filmtörténetének első „kiegészítéseképpen” Jacques Rivette újabb álomjátékairól szóló tanulmánya, az Osiris Kiadónál megjelent - Zalán Vince által szerkesztett - Filmrendezőportrék kötetben. 2003–2006 között a Népszabadság filmkritikusa. 2004-ben szakértőként részt vesz Ingmar Bergman Trilógia magyar nyelvű DVD-kiadásában. 2001-ben, 2005-ben, 2007-ben és 2010-ben római tanulmányutat tett. 2006-ban Saját Róma c. szubjektív esszéregénye látott napvilágot. 2011-ben Athanáz címmel jelent meg életrajzi regénye Athanasius Kircher-ről a jezsuita matematikusról, aki feltehetően az első (?) „vetítő-szerkezetet” (laterna magicát) készítette el – az újraalakult Gondolat Kiadó Kör gondozásában. 2012. december 3-án a Francia Új Hullám Kiadó első magyar nyelvű Jean-Luc Godard tanulmánykötetében (JLG/JLG – Jean-Luc Godard dicsérete, avagy a filmművészet önfelszámolása) – a Bolond Pierrot moziba megy második „folytatásaképpen” – két kisesszéje is olvasható.
2013-tól pedig az Inkabringa és YGergely közös blogján (inkabringa.blogspot.hu) osztja meg rendszertelen rendszerességgel gondolatait. 2017-ben a Francia Új Hullám Filmművészeti Szakkönyvtár és Könyvkiadó gondozásában - Pentelényi László szerkesztésében - Bolond Pierrot különös kalandja - Töredékek Bikácsy Gergely (szubjektív) filmtörténetéből Robert Bressontól Jean-Luc Godard-ig címmel jelentek meg válogatott filmművészeti írásai. A Múlt és Jövő Kiadónál 2019-ben jelent meg az Eichmann-csokoládé c. regénye. Jelenleg pedig az olasz neorealizmusról szóló kéziratán dolgozik.
1960-ban az OKTV I. díjazottja lett magyar irodalomból. 1990-ben Balázs Béla-díjat kapott. 1992-ben a Holmi kritikapályázatának III. díjazottja (Phoenix és lófarok). 1993-ban pedig a MHB Táncsics Mihály Alapítvány Filmkritikusi, illetve az EURÓPA 1968 pályázat díját vehette át. 2001-ben és 2003-ban Soros alkotói ösztöndíjban részesült. Jelentékeny olvasmányai többek között: Franz Kafka A Kastély, James Joyce Ulysses, Kassák Lajos Egy ember élete, Füst Milán A feleségem története, Szathmáry László Magyar Alkémisták. Kedvenc saját mondása: „Az öngyilkosok köztünk vannak.” Hobbija: a sakk és az ökölvívás.

## Főbb művei
- Andrzej Wajda - szemtől szemben (monográfia, Gondolat Kiadó, 1975)
- A francia irodalom a huszadik században I-II. kötet (irodalomtörténet, 1975) - könyvfejezetek
- Pajkos nő az árnyas utcán (giccsregény, Glauziusz Tamás álnéven, 1988)
- Bolond Pierrot moziba megy. A francia film ötven éve (filmtörténet, Héttorony Kiadó - Budapest Film, 1992) - szerkesztette: Zalán Vince
- Buñuel-napló (filmnapló, Osiris Kiadó, 1997) - szerkesztette: Zalán Vince
- Saját Róma (esszéregény, Áron Kiadó, 2006) - szerkesztette: Bárdos Judit
- Athanáz (életrajzi regény, Gondolat Kiadó, 2011)
- Bolond Pierrot különös kalandja I. kötet: Töredékek Bikácsy Gergely (szubjektív) filmtörténetéből Robert Bressontól Jean-Luc Godard-ig (filmtörténet, Francia Új Hullám Kiadó, 2017) szerkesztette: Pentelényi László
- Eichmann-csokoládé (regény, Múlt és Jövő Kiadó, 2019)

Megjelenés előtt
- Bolond Pierrot különös kalandja II. kötet: Töredékek Bikácsy Gergely (szubjektív) filmtörténetéből Fehér Györgytől Eric Rohmerig (filmtörténet, Francia Új Hullám Kiadó) szerkeszti: Pentelényi László
- Olaszország 0 év. Az olasz film színeváltozása (filmtörténet)

## Filmszerepek
- Kitörés (1971) … Látogató
- Régi idők focija (1973) … Játékvezető
- Idegen arcok (1974)
- Talpuk alatt fütyül a szél (1976) … megyei úr
- Tükörképek (1976)
- BUÉK! (1978)
- Rosszemberek (1979)
- Haladék (1980)
- Kopaszkutya (1981) … Egy nagyokos
- Könnyű testi sértés (1983) … Szomszéd
- Falfúró (1985) … tanácsi előadó
- Isten veletek, barátaim (1987) … Lakó
- Könnyű vér (1990) … tanár
- Roncsfilm (1992) … Szomszéd
- Gengszterfilm (1997)
- Nekem lámpást adott kezembe az Úr Pesten (1999)
- Buñuel (2000)
- Művészvilág (?)

## Díjai
- Balázs Béla-díj (1990)
- A Holmi kritikapályázatának díja (1992)
- A Táncsics Mihály-alapítvány díja (1993)
- Az EURÓPA 1968 pályázat díja (1993)
- Soros-ösztöndíj (2003)